# Вёрджинел
Вирджина́л, устар. виргина́л, в современной транскрипции — вёрджинел (англ. virginal, от «virgin» — «дева», «барышня») — клавишный струнный музыкальный инструмент, старинная английская разновидность спинета. Английских композиторов XVI—XVII вв., писавших для этого инструмента, именуют вирджиналистами. Важнейшая рукопись нотированной музыки для этого инструмента известна под названием Вирджинальная книга Фицуильяма.

## Характеристика
Вирджинал имеет один набор струн и один мануал. В отличие от мюзелара мануал на вирджинале сдвинут влево от центра. В Англии до XVII в. словом virginal (также во мн.ч. virginals) называли любые клавишные инструменты, оснащённые струнами (например, клавесин). В современной терминологии вирджинал — инструмент со струнами, расположенными перпендикулярно клавишам (в отличие от клавесина и спинета).
Первое упоминание вирджинала находится в трактате чешского энциклопедиста Павла Пражского «Книга о двадцати искусствах» (около 1463 г.):

Инструмент вирджинал — это разновидность клавикорда, с металлическими струнами, издающими звук как на клавесине. Он обладает 32 хорами струн, которые возбуждаются ударением пальцев по клавишам, и приятно звучит по тонам и полутонам. Девственным (virginale) он называется оттого, что своим нежным и приятным звучанием подобен сладкоголосой деве.
— Paulus Paulirinus de Praga. Liber viginti artium
Первое упоминание термина на английском языке относится к 1530 году, когда Генрих VIII купил пять таких инструментов. Первоначально на вирджинале играли, ставя его на стол. Более поздние экземпляры инструмента оснащались собственными ножками.
Расцвет популярности вирджинала приходится на вторую половину XVI и первую половину XVII веков. В это время в Англии сложилась так называемая школа вирджиналистов, крупнейшие представители которой — Уильям Бёрд, Джон Булл, Орландо Гиббонс, Жиль Фарнеби, Томас Томкинс.
Исторически важнейшие сборники вирджинальной музыки, составленные в то время и вскоре после него, — Вирджинальная книга Фицуильяма (содержит 297 пьес; составлена не позднее 1625 года), Книга миледи Невилл; 1591 год), сборник «Партения» (англ.; напечатан около 1611 года).
В XVIII веке вирджинал был известен и в Германии. В России до революции для этого инструмента использовался термин «виргинал».